# فريدريكسبورغ (فرجينيا)
فريدريكسبيورغ (فيرجينيا) (بالإنجليزية: Fredericksburg, Virginia)‏ هي مدينة تقع في الولايات المتحدة في فيرجينيا. يقدر عدد سكانها بـ 27,307 نسمة وترتفع عن سطح البحر 18 متر.

## التركيبة السكانية
حدّد مكتب تعداد الولايات المتحدة بيانات التركيبة السكانية لفريدريكسبيورغ في تعداد الولايات المتحدة. في ما يلي، التركيبة السكانية حسب تعدادي 2000 و2010.

### تعداد عام 2000
بلغ عدد سكان فريدريكسبيورغ 19,279 نسمة بحسب تعداد عام 2000، وبلغ عدد الأسر 8,102 أسرة وعدد العائلات 3,925 عائلة مقيمة في المدينة. في حين سجلت الكثافة السكانية 707.7 نسمة لكل كيلومتر مربع (1,832.9/ميل2). وبلغ عدد الوحدات السكنية 8,888 وحدة بمتوسط كثافة قدره 326.3 لكل كيلومتر مربع (845.1/ميل2).
وتوزع التركيب العرقي للمدينة بنسبة 73.18% من البيض و20.41% من الأمريكيين الأفارقة و0.34% من الأمريكيين الأصليين و1.51% من الأمريكيين ذوي الأصول الآسيوية و0.06% من سكان جزر المحيط الهادئ و2.56% من الأعراق الأخرى و1.95% من عرقين مختلطين أو أكثر و4.90% من الهسبانيون أو اللاتينيون من أي عرق.
بلغ عدد الأسر 8,102 أسرة كانت نسبة 24.1% منها لديها أطفال تحت سن الثامنة عشر تعيش معهم، وبلغت نسبة الأزواج القاطنين مع بعضهم البعض 31.8% من أصل المجموع الكلي للأسر، ونسبة 13.1% من الأسر كان لديها معيلات من الإناث دون وجود شريك، بينما كانت نسبة 3.5% من الأسر لديها معيلون من الذكور دون وجود شريكة وكانت نسبة 51.6% من غير العائلات. تألفت نسبة 39.2% من أصل جميع الأسر من عدة أفراد يعيشون في نفس المنزل ونسبة 12.8% كانت تتألف من شخص يعيش بمفرده يبلغ من العمر 65 عاماً أو أكثر. وبلغ متوسط حجم الأسرة المعيشية 2.09، أما متوسط حجم العائلات فبلغ 2.81.
بلغ العمر الوسطي للسكان 30.3 عاماً. وكانت نسبة 17.4% من القاطنين تحت سن الثامنة عشر، وكانت نسبة 13.2% بين الثامنة عشر والرابعة والعشرين عاماً، ونسبة 26.7% كانت واقعةً في الفئة العمرية ما بين الخامسة والعشرين والرابعة والأربعين عاماً، ونسبة 18.2% كانت ما بين الخامسة والأربعين والرابعة والستين، ونسبة 12.5% كانت ضمن فئة الخامسة والستين عاماً فما فوق. يوجد لكل 100 أنثى 86.9 ذكر، ويوجد لكل 100 أنثى في الثامنة عشر من عمرها فما فوق 84.4 ذكر.
بلغ متوسط دخل الأسرة في المدينة 34,585 دولارًا، أما متوسط دخل العائلة فبلغ 47,148 دولارًا. وكان متوسط دخل الذكور 33,641 دولارًا مقابل 25,037 دولارًا للإناث. وسجل دخل الفرد الخاص بالمدينة 21,527 دولارًا. وكانت نسبة 10.4% من العائلات ونسبة 15.5% من السكان تحت خط الفقر، وكان من هؤلاء نسبة 20.1% تحت سن الثامنة عشر ونسبة 8.8% في الخامسة والستين من العمر وما فوق.

### تعداد عام 2010
بلغ عدد سكان فريدريكسبيورغ 24,286 نسمة بحسب تعداد عام 2010، وبلغ عدد الأسر 9,505 أسرة وعدد العائلات 4,854 عائلة مقيمة في المدينة. في حين سجلت الكثافة السكانية 891.6 نسمة لكل كيلومتر مربع (2,309.2/ميل2). وبلغ عدد الوحدات السكنية 10,467 وحدة بمتوسط كثافة قدره 384.3 لكل كيلومتر مربع (995.3/ميل2).
وتوزع التركيب العرقي للمدينة بنسبة 64.22% من البيض و22.64% من الأمريكيين الأفارقة و0.41% من الأمريكيين الأصليين و2.84% من الأمريكيين ذوي الأصول الآسيوية و0.07% من سكان جزر المحيط الهادئ و5.92% من الأعراق الأخرى و3.91% من عرقين مختلطين أو أكثر و10.73% من الهسبانيون أو اللاتينيون من أي عرق.
بلغ عدد الأسر 9,505 أسرة كانت نسبة 27.4% منها لديها أطفال تحت سن الثامنة عشر تعيش معهم، وبلغت نسبة الأزواج القاطنين مع بعضهم البعض 32% من أصل المجموع الكلي للأسر، ونسبة 14.6% من الأسر كان لديها معيلات من الإناث دون وجود شريك، بينما كانت نسبة 4.4% من الأسر لديها معيلون من الذكور دون وجود شريكة وكانت نسبة 48.9% من غير العائلات. تألفت نسبة 36% من أصل جميع الأسر من عدة أفراد يعيشون في نفس المنزل ونسبة 9.9% كانت تتألف من شخص يعيش بمفرده يبلغ من العمر 65 عاماً أو أكثر. وبلغ متوسط حجم الأسرة المعيشية 2.28، أما متوسط حجم العائلات فبلغ 2.97.
بلغ العمر الوسطي للسكان 28.8 عاماً. وكانت نسبة 19.7% من القاطنين تحت سن الثامنة عشر، وكانت نسبة 23.3% بين الثامنة عشر والرابعة والعشرين عاماً، ونسبة 26.9% كانت واقعةً في الفئة العمرية ما بين الخامسة والعشرين والرابعة والأربعين عاماً، ونسبة 20.2% كانت ما بين الخامسة والأربعين والرابعة والستين، ونسبة 9.9% كانت ضمن فئة الخامسة والستين عاماً فما فوق. وتوزع التركيب الجنسي للسكان بنسبة 45.9% ذكور و54.1% إناث.

## المدن التوأمة
مدن فريجوس، شفتسينغن و Princes Town هي مدن توأمة لـفريدريكسبيورغ (فيرجينيا).

## أعلام
- ماثيو جي. مارتينيز
- جيف روس
- فلورنسا كينغ
- مونتي ويليامز
- هنري إتش بلاك
- دوريس مايلز ديزني
- هيو سكوت
- جون فورسيث
- إريك هورتادو
- جيمس فارمر